# Being Cyrus
Pour plus de détails, voir Fiche technique et Distribution.
Being Cyrus,  est une comédie à humour noir du cinéma indien, en anglais, réalisée en 2005, par Homi Adajania (en). Le film met en vedette Dimple Kapadia, Saif Ali Khan, Naseeruddin Shah, Boman Irani et Simone Singh (en). Le film tourne autour d'une famille parsi dysfonctionnelle. Il s'intitulait à l'origine Akuri (en), en référence à un plat d'accompagnement traditionnel des Parsis, qui ressemble à des œufs brouillés. Le film est le premier film en anglais de Homi Adajania (en) et Saif Ali Khan. À sa sortie, le film devait également paraître en version doublée en hindi, mais le réalisateur a annulé le projet . Il est sorti le 24 mars 2006.

## Synopsis
L'histoire est parfois racontée du point de vue de Cyrus Mistry. Dinshaw Sethna (Naseeruddin Shah) est un sculpteur à la retraite qui vit avec sa femme Katy (Dimple Kapadia) à Panchgani. Le frère de Dinshaw, Farrokh (Boman Irani), leur père, Fardoonjee (Honey Chhaya), et la femme de Farrokh, Tina (Simone Singh (en)), résident à Bombay. Cyrus Mistry (Saif Ali Khan), un vagabond originaire de Jamshedpur, arrive un matin chez Dishnaw. Il déclare son admiration pour le travail de Dinshaw et demande s'il peut devenir apprenti sculpteur. Dinshaw et Katy sont d'accord, et bientôt le jeune homme fait partie de leur vie. Katy fait des avances sexuelles à Cyrus, qu'il tolère, tout en disant de manière cryptique au public qu'il "joue Katy". Au fil du temps, Cyrus apprend à mieux connaître le couple bizarre - Dinshaw est un excentrique affable et perpétuellement zélé, tandis que Katy, qui a des mœurs légères et qui est fatiguée de la vie lente de Panchgani et de son mariage, a entamé une liaison avec son beau-frère Farrokh à Bombay.

## Fiche technique
Sauf indication contraire, les informations mentionnées dans cette section peuvent être confirmées par la base de données cinématographiques IMDb,  présente dans la section « Liens externes ».
- Titre : Being Cyrus
- Réalisation : Homi Adajania (en)
- Scénario : Homi Adajania - Kersi Khambatta
- Production : Times Infotainment Media Limited
- Langue : Anglais
- Genre : Comédie
- Durée : 83 minutes (1 h 23)
- Dates de sorties en salles :
  - Inde : 24 mars 2006

## Distribution
- Saif Ali Khan : Cyrus Mistry / Xerxes
- Naseeruddin Shah : Dinshaw Sethna
- Dimple Kapadia : Katy Sethna
- Boman Irani : Farrokh Sethna
- Simone Singh (en) : Tina Sethna
- Honey Chhaya (en) : Fardoonjee Sethna
- Manoj Pahwa (en) : Inspecteur Lovely

## Récompenses
Lors de la 52e cérémonie des Filmfare Awards, qui s'est tenue en 2007, Being Cyrus a reçu 7 nominations, toutes dans les catégories techniques. C'est le plus grand nombre de nominations pour un film qui n'a remporté aucun prix. Aux 2e Global Indian Film Awards, le film a reçu 3 nominations, 2 pour Adajania et 1 pour Kapadia.